# Dinfo
Dinfo är ett nätverk av lokala svenska portaler på Internet, vilka uppgår till fler än 3 400 stycken i dagsläget (2011). Dessa lokala portaler bygger på en så kallad "mashup", alltså en teknisk lösning som innebär att innehåll hämtas från ett stort antal olika källor och med olika sorts teknik.
På Dinfo kan man läsa lokala nyheter, ta del av lokala bilder och videor, läsa jobbannonser och radannonser samt lokala bloggar. Det finns också en lokal vädertjänst och en hel del annat som är kopplat till den lokala orten.
Dinfo kan betraktas antingen som ett traditionellt annonsblad eller som en modern söktjänst. Oberoende av detta så ger tjänsten relevant innehåll kopplat till den ort, stad eller stadsdel som besökaren är intresserad av.